# Liga Nacional de Fútbol de Puerto Rico 2012
La Puerto Rico Soccer League 2012 fue la 5ª edición de la Liga Nacional de Fútbol de Puerto Rico que definió al campeón del torneo 2012, equipo que obtendrá un cupo en el Campeonato de Clubes de la CFU 2013.

## Información de los equipos
En el torneo participaron 8 equipos, el Bayamon FC buscará ser bicampeón, mientras que FC Leones de Ponce subcampeón del torneo pasado buscará el título que se le negó el torneo pasado.

## Información
| Equipos Participantes    |                 |
| Equipo                   | Entrenador      |
| Bayamon FC               | David Caballero |
| Sevilla F.C. Puerto Rico | Francis Muñoz   |
| Guayama FC               |                 |
| EFBR                     |                 |
| Universitario            |                 |
| Fraigcomar               |                 |
| Criollos de Caguas       | Pedro Amstrong  |
| Atléticos Levittown      |                 |

## Clasificación de equipos
|  |    | Equipos de fútbol         |  | PJ | G  | E | P  | GF | GC | Dif | Pts |
|  | -- | ------------------------- |  | -- | -- | - | -- | -- | -- | --- | --- |
|  | 1. | Bayamon FC                |  | 13 | 12 | 1 | 0  | 70 | 10 | +60 | 37  |
|  | 2. | Sevilla F. C. Puerto Rico |  | 14 | 11 | 1 | 2  | 47 | 21 | +26 | 34  |
|  | 3. | Atléticos Levittown       |  | 13 | 7  | 0 | 6  | 24 | 27 | -3  | 21  |
|  | 4. | Universitario             |  | 14 | 5  | 2 | 7  | 21 | 32 | -11 | 17  |
|  | 5. | Guayama                   |  | 14 | 4  | 3 | 7  | 31 | 43 | -12 | 15  |
|  | 6. | Criollos de Caguas        |  | 14 | 3  | 5 | 6  | 20 | 27 | -7  | 14  |
|  | 7. | Fraigcomar                |  | 14 | 3  | 3 | 8  | 22 | 45 | -23 | 12  |
|  | 8. | EFBR                      |  | 14 | 1  | 3 | 10 | 12 | 42 | -30 | 6   |